# Robert Garrett
Robert S. Garrett, född den 24 juni 1875 i Baltimore County i Maryland, död den 25 april 1961 i Baltimore i Maryland, var en amerikansk friidrottare, som senare blev affärsman och filantrop.
Garrett vann totalt sex medaljer vid de två första olympiska sommarspelen, varav två guld vid olympiska sommarspelen 1896 i Aten, i diskuskastning och kulstötning.

## Uppväxt
Garrett föddes in i en mycket förmögen familj, som hade engagemang i hotell-, bank- och transportbranscherna, bland annat i järnvägen Baltimore and Ohio Railroad. Efter det att hans far avled 1888 reste han under två och ett halvt års tid runt i Europa och Främre Orienten med sin mor och två bröder.

## Karriär
Garrett började 1893 studera vid Princeton University och tävlade för universitetets idrottsförening Princeton Tigers. En av Garretts professorer var engagerad i den olympiska rörelsen och såg till att några idrottare från Princeton, bland andra Garrett, fick åka till de första moderna olympiska sommarspelen 1896 i Aten.
Garrett, som var en duktig kulstötare, fick höra att diskuskastning skulle vara med på det olympiska programmet och bestämde sig för att prova denna för honom helt obekanta gren. Med hjälp av antika källor lät han tillverka en diskus, som dock var större och flera gånger tyngre än de diskusar som skulle komma att användas i Aten. Garrett lyckades av förklarliga skäl inte kasta sin diskus särskilt långt, och det var först när han kom fram till Aten som han insåg att han helt hade missuppfattat vikten och storleken på diskusen.
Garrett fick dock inte så mycket tid på sig att öva med riktiga diskusar eftersom han och flera andra i den amerikanska truppen hade anlänt till Aten först dagen före invigningen. Den sena ankomsten berodde på ett missförstånd kring vilka datum som spelen pågick då Grekland på den tiden använde den julianska kalendern, som skilde sig tolv dagar från den gregorianska kalendern som amerikanerna använde.

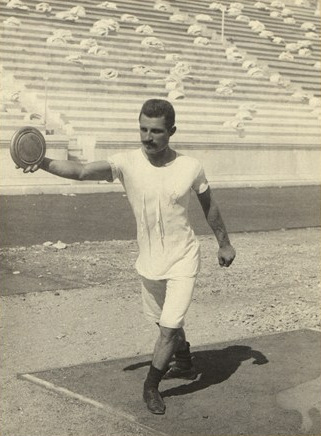
Garrett vid OS 1896 i Aten.

Trots detta lyckades Garrett mycket överraskande vinna diskustävlingen före två greker. Hans två första kast var helt misslyckade, men i det tredje och sista kastet chockade han den grekiska publiken genom att kasta diskusen längst av alla. Hans segerresultat mätte 29,15 meter.
Dagen efter vann Garrett även i kulstötning. Hans stöt på 11,22 meter i första omgången räckte för seger, men i sista omgången stötte en grek mycket långt och publiken jublade eftersom de trodde att stöten var längre än Garretts. Detta angavs också först i resultatlistan, men rättades snabbt till publikens stora besvikelse. Samma dag kom Garrett tvåa i längdhopp efter landsmannen Ellery Clark. Det råder viss oklarhet angående hur långt han hoppade; på Internationella olympiska kommitténs webbplats anges inga längder, medan Olympedia anger 6,00 meter och åtminstone en annan källa anger 6,18 meter.
Garrett tog sin fjärde medalj tre dagar senare genom att komma delad tvåa i höjdhopp på 1,65 meter. Även denna gren vanns av Clark medan Garrett delade andraplatsen med landsmannen James Connolly.
Fyra år senare tävlade Garrett vid OS 1900 i Paris. I kulstötning kom han trea i kvalet med en stöt på 12,37 meter, men vägrade att delta i finalen eftersom den hölls på en söndag. Kvalresultaten räknades dock och det var ingen av finalisterna som gick förbi honom. Vann överlägset gjorde landsmannen Richard Sheldon och även tvåan Josiah McCracken, som liksom Garrett inte deltog i finalen, kom från USA. Det gick inte lika bra i diskuskastning, den andra grenen där Garrett var regerande mästare. Tävlingen genomfördes i ett utrymme mellan två rader av träd och hans kvalkast träffade träden, vilket innebar att han inte fick något godkänt kast.
Garrett ställde även upp i stående tresteg i Paris, där han kom trea på 9,50 meter. Även här blev det en amerikansk trippel med Ray Ewry som mästare och Irving Baxter som tvåa. Garrett skulle även ha tävlat i dragkamp, men det amerikanska laget tvingades dra sig ur eftersom tävlingen krockade med släggkastningen där flera av amerikanerna, dock inte Garrett, skulle delta.

## Yrkesliv
Garrett arbetade efter sin examen från Princeton 1897 i familjens företag och blev en framgångsrik bankir och investerare. Han hyste ett starkt intresse för historia och arkeologi och bekostade bland annat utgrävningar av Antiokia i dagens Turkiet. Han var också en hängiven samlare av gamla handskrifter, vilka han senare i livet donerade till Princeton.
Garrett var också engagerad i sitt gamla lärosäte Princeton, där han under många år (1905–1946) satt med i styrelsen.
I hemstaden Baltimore var Garrett involverad i utformningen av stadens parker och fritidsområden och donerade vid ett tillfälle en bit mark till staden för att användas som park. Parken uppkallades efter honom som Garrett Park. Han var starkt konservativ och motsatte sig att vita och svarta skulle få lika tillgång till stadens parker, simbassänger och så vidare. När medborgarrättsrörelsen i USA växte sig starkare på 1950-talet fattades beslut att så skulle ske och Garrett ombads att avgå från sin post. Garrett var också en donator till Baltimore Museum of Art.
Garrett var en tidig förkämpe för scoutrörelsen och var med och grundade Boy Scouts of Americas avdelning i Baltimore 1910. Hans engagemang i rörelsen varade fram till 1934.
Garrett var en mycket religiös presbyterian och var engagerad i Presbyterianska kyrkan i USA.

## Privatliv
Garrett var gift med Katharine Barker Garrett, född Johnson (1885–1961). Paret fick tio barn, varav sju nådde vuxen ålder.
Garretts storebror John W. Garrett (1872–1942) var en ansedd diplomat.

## Personliga rekord
- Kulstötning – 13,14 meter
- Diskuskastning – 33,70 meter (1897)
- Längdhopp – 6,68 meter (1897)
- Höjdhopp – 1,65 meter (10 april 1896 i Aten)